# Anne-Gaëlle Balpe
Anne-Gaëlle Balpe est une romancière jeunesse française née en 1975.

## Biographie

### Enfance et formation
Anne-Gaëlle Balpe écrit depuis l'âge de 8 ans. 

### Carrière
En 2019, Anne-Gaëlle Balpe, déjà autrice d’une vingtaine d’ouvrages constitués d’albums et romans jeunesse et ados, publie Underlife, un roman de science-fiction pour adolescents. Il s'agit d'une dystopie dont le personnage principal, Alix, est prisonnière d’une société dirigée par son père. 
En 2020, elle publie Comment je vais devenir écrivain (si tout va bien), un roman pour les 10-14 ans,. Le livre raconte l'histoire de Samuel, un élève de sixième passionné de rugby. Le jour où sa bibliothécaire lui propose de participer à un atelier d'écriture avec une écrivaine, Samuel n'ose pas dire non. Contre toute attente, il est passionné par la conférence et, alors qu'il s'apprête à quitter la salle avec déjà une première idée de roman en tête, il trouve sur une chaise un cahier rouge écrit par l'écrivaine et contenant des indications pour rédiger des tonnes d'histoires. Sans réfléchir, il décide de l'emporter chez lui. « Comment je vais devenir écrivain est davantage qu'un manuel rempli de conseils pour apprendre aux enfants à lâcher prise et à inventer des histoires. En plus des recommandations simples et justes qu'il dispense, ce roman nous présente un enfant attachant, Samuel, à un tournant de son existence. » écrit Virginie Bloch-Lainé, journaliste à Libération. La même année, elle publie L’épouvantable bibliothécaire, un roman jeunesse illustré par Ronan Badel.  
En 2023 sort 19 jours sans Noa.  
Parallèlement, elle va régulièrement à la rencontre des jeunes lecteurs,. 

## Œuvre
- 19 jours sans Noa, L'école des loisirs, 2023
- Comment je vais devenir écrivain (si tout va bien), Milan, 2020
- L’épouvantable bibliothécaire, illustré par Ronan Badel, Sarbacane, 2020
- Underlife, Slalom, 2019